# Königsberg (westfälisches Adelsgeschlecht)

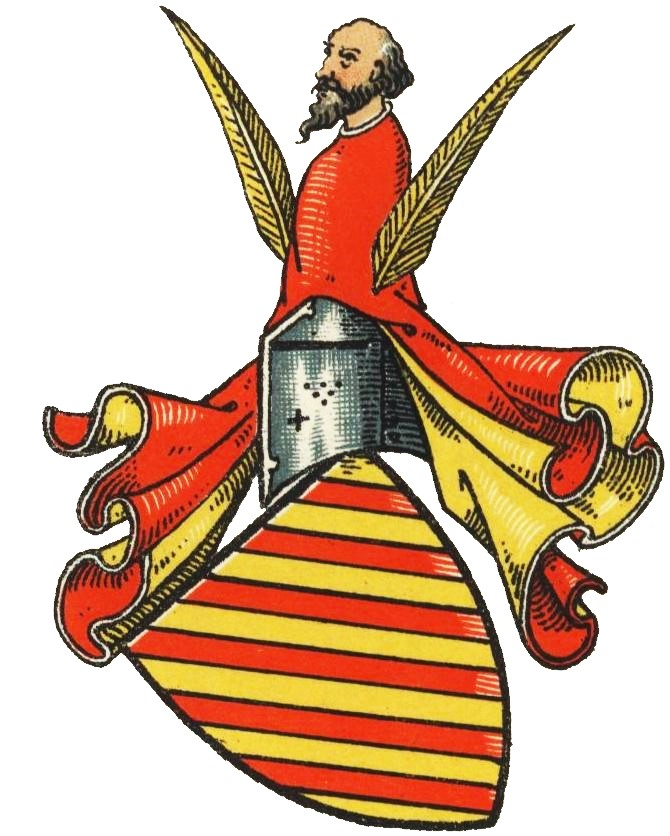
Wappen derer von Königsberg im Wappenbuch des Westfälischen Adels

Königsberg ist der Name eines westfälischen Adelsgeschlechts.
Die hier behandelte Familie ist von dem österreichischen Adelsgeschlecht derer von Königsberg zu unterscheiden.

## Geschichte
Namensgebender Stammsitz des Geschlechts war die heute abgegangene Burg Königsberg bei Dortmund. Die Familie war mit den Grafen von Dortmund verwandt. Entsprechend finden sich Personen der Herren von Königsberg in der Genealogie die Dortmunder Grafen.
Bereits 1241 erscheint ein Ritter Hiscelus de Kuningesberge. 1418 kommt ein August Hesselinus van dem Konnigesberge armiger, d. h. Knappe, vor, der als Zeuge bekundet, dass er sein Gut zu dem Becloe in der Grafschaft Dortmund dem Knappen Johann Ovelacker in Pfandnutzung überlassen hat und dieser dasselbe mit einer Rente von 4 Schillingen zu Gunsten der Benedictus-Kapelle in Dortmund belastet habe. Noch 1499 lebte Gertrud von Köngsberg, Priorin des Stifts Cappel.

## Wappen
Blasonierung: In Gold sechs rechtsschräge rote Balken. Auf dem Helm eine rot gekleidete, bärtige Puppe zwischen zwei goldenen Fasanenfedern. Die Helmdecken sind rot-golden.